# Porsche-Diesel P 111 K

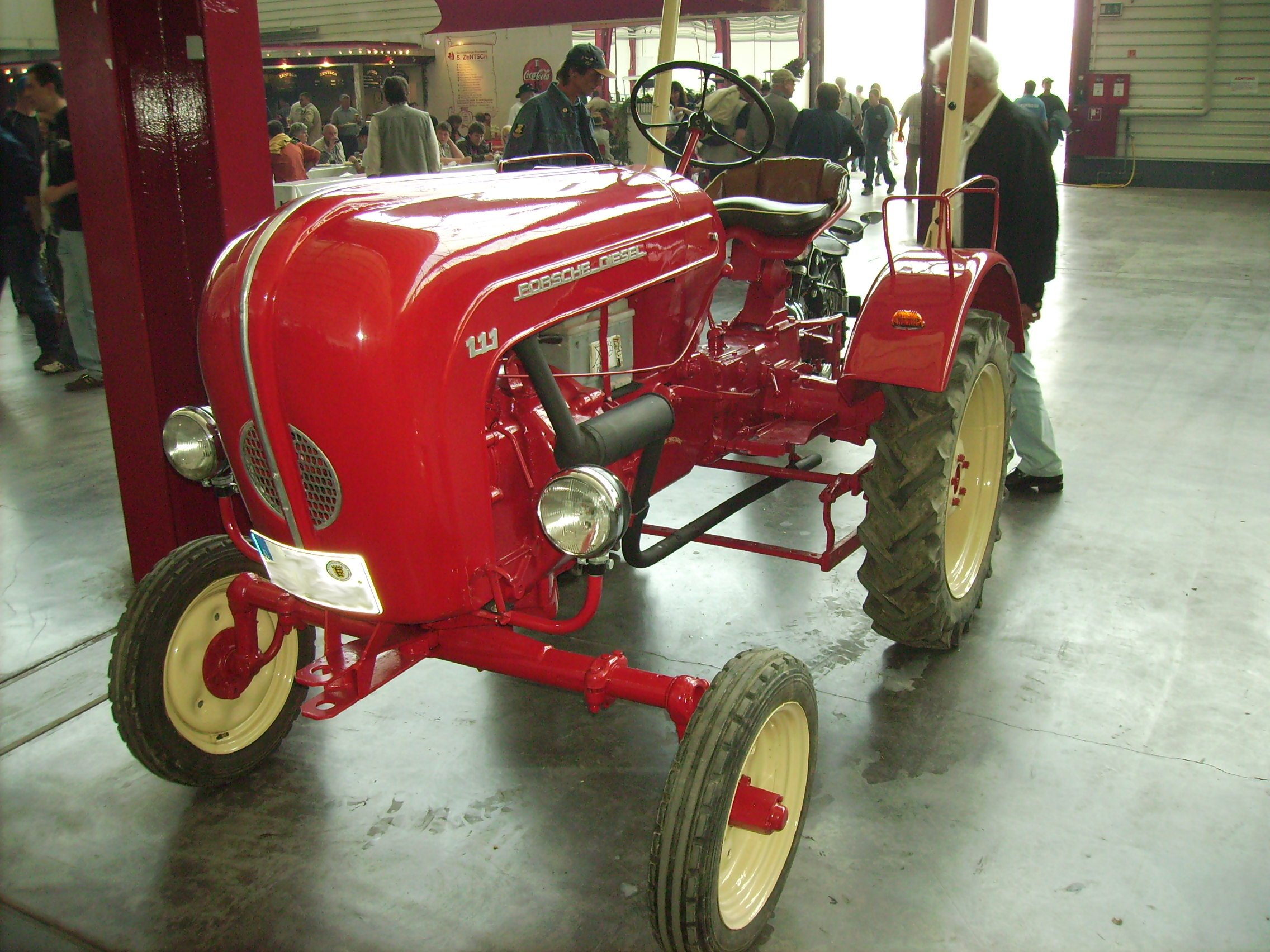
Porsche-Diesel P 111

Le Porsche-Diesel P 111 K est un tracteur de la société Porsche-Diesel Motorenbau GmbH, dont environ 6 800 exemplaires ont été produits.
Le moteur diesel monocylindre de 822 cm³ refroidi par air du P 111 K à propulsion arrière produit 12 ch. Le moteur était équipé d’un régulateur à boules qui pouvait être réglé manuellement. Il était équipé d’une lubrification sous pression avec pompe à huile. La vitesse maximale en marche avant était de 16,5 km/h et la vitesse maximale en marche arrière était de 8,2 km/h. Lorsque la production de tracteurs est passée d’Allgaier à Porsche-Diesel en 1956, la conception des tracteurs a été revue, ce qui a donné lieu, entre autres, au rouge typique de Porsche. Le Porsche-Diesel P 111 K, fabriqué dans une construction en bloc sans cadre, pèse 1 200 kilogrammes. La largeur de voie est de 1 600 mm, l’empattement est de 1 700 mm. Le tracteur Porsche est équipé d’un attelage trois-points pour pousser et soulever.
L’équipement spécial du P 111 K comprenait un deuxième filtre à carburant, un siège arrière, un attelage trois-points, une barre de champ réglable en hauteur et une faucheuse, a fait du tracteur Porsche un véhicule polyvalent et donc une machine agricole fréquemment utilisée, en particulier dans les petites exploitations agricoles.